# Фабий Тициан
Фабий Тициан (лат. Fabius Titianus) — государственный деятель Римской империи середины IV века, консул 337 года.

## Биография
У Тициана была долгая и успешная карьера чиновника, в течение жизни он занимал многие должности в государстве, в том числе и высшие.
Тициан был корректором провинции Фламиния и сельская Пицена, консуляром Сицилии (даты неизвестны) и проконсулом Азии (между 324 и 337 годом). Он входил в консисторий (очевидно, при Константине I, а не Лицинии) с титулом лат. comes primi ordinis. В 337 году Фабий был сделан консулом вместе с Флавием Фелицианом.
После смерти Константина I продолжил службу при его младшем сыне Константе, занимая с 25 октября 339 года по 25 февраля 341 года должность городского префекта Рима. С 341 или 342 года и до конца правления Константа (начало 350 года) Тициан был префектом претория Галлии (последний закон, адресованный Фабию Тициану как префекту претория, датируются 12 ноября).
Во время восстания узурпатора Магненция он его поддержал, за что был вновь назначен тем городским префектом Рима (занимал должность с 27 февраля 350 года по 1 марта 351 года). Незадолго до битвы при Мурсе (28 сентября 351 года) Тициан прибыл к Констанцию II в качестве посла Магненция. Он обвинил сыновей Константина в том, что по их недосмотру разрушались города, и советовал Констанцию отказаться от империи в пользу Магненция. Констанций, естественно, отказался от этого вызывающего предложения, но Тициан, однако, был свободно отпущен обратно к Магненцию. О его дальнейшей судьбе данных не сохранилось. Возможно, его следует отождествить с неназванным человеком из речей Фемистия, который оскорбил Констанция, но не был им наказан.
Известно, что Тициан был язычником. Он входил в состав жреческой коллегии квиндецемвиров священнодействий.